# کوروش کوچک
کوروش کوچک (به پارسی باستان: 𐎤𐎢𐎽𐎢𐏁؛ نویسه‌گردانی: Kuruš؛ زبان یونانی باستان: Κῦρος؛ نویسه‌گردانی: Kûros) یکی از شاهزادگان هخامنشی، پسر داریوش دوم و پروشات و برادر کوچکتر اردشیر دوم بود. تاریخدانان به این دلیل به او لقب کوچک داده‌اند که با کوروش بزرگ هخامنشی اشتباه گرفته نشود.
در زمان زندگانی پدر، کوروش به موازات تیسافرن فرمانداری سواحل و مناطق یونانی‌نشین آسیای صغیر را به عهده داشت.
وی بعد از مرگ پدرش به امید دست یافتن به مقام پادشاهی و با دلگرمی از پشتیبانی مادر صاحب قدرت و نفوذ خود شهبانو پروشات، که آن زمان زمام امور سیاسی را کامل به صورت رسمی در دست داشت و قدرت در اصل در دست او بود دست به شورش علیه برادر بزرگترش اردشیر دوم زد.
وی نیروهای نظامی تحت فرمان خود را گرد آورد و بدون این که قصد خویش را که جنگ با پادشاه بود آشکار کند، شروع به حرکت به سوی پایتخت کرد. مدتی بعد سربازانش در بین راه از قصد و تصمیم وی آگاه شدند. آن‌ها ابتدا با نظر کوروش مخالفت کردند، ولی مدتی بعد قانع شدند که به مسیر خود ادامه دهند و به خواسته او تن در دادند. اردشیر هم با سپاهی بزرگ به مقابله او شتافت. در محلی به نام کوناکسا در میانرودان در سال ۴۰۱ پ.م. بین دو سپاه جنگی درگرفت که در تاریخ آن را جنگ کوناکسا می‌نامند. در این نبرد، کوروش کوچک به سخنان و راهنمایی‌های سردسته یونانیان — که به او توصیه کرده بود برای در امان ماندن از حملات دشمن، در جای کم‌خطری از سپاه خود جای گیرد — اعتنا نکرد و خود را بی پروا در برابر مخاطرات نبرد قرار داد و سرانجام هم از همین رو کشته شد. با کشته شدن وی، سپاهش بی‌سر و سالار ماند و چون رهبر و مقتدای خود را از دست داده بود، دیگر انگیزه‌ای برای ادامه جنگ نداشت.

## زندگی‌نامه

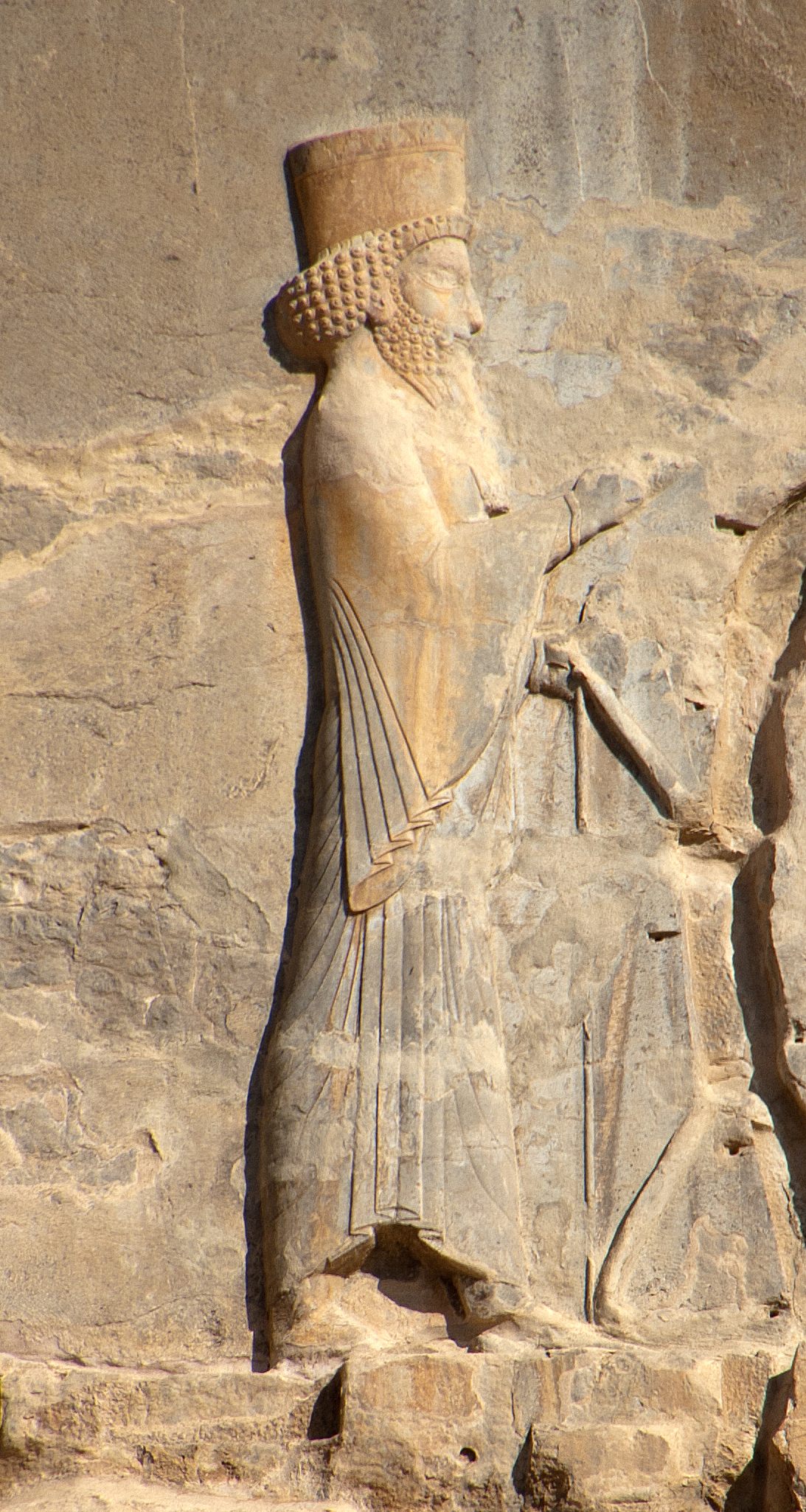
کوروش کوچک علیه برادر بزرگتر خود اردشیر دوم (هخامنشی) جنگید.

به گفته گزنفون، کوروش جوان پس از الحاق پدرش در سال ۴۲۴ پیش از میلاد زاده شد. وی یک برادر بزرگتر، به نام اردشیر دوم، و دو برادر کوچکتر به نام‌های اوستن و اکزاترس داشت.
پلوتارک در مورد کودکی کوروش نوشته است: «کوروش، از همان جوانی سرسخت بود؛ از طرف دیگر» اردشیر «در همه چیز ملایم تر بود و طبیعت بیشتری در عمل داشت و نرم‌تر بود.»